# Monture Samsung NX
La monture Samsung NX est la monture utilisée sur la série NX (en) d'appareils photographiques hybrides de Samsung. La monture a été utilisée la première fois sur le Samsung NX10, et Samsung a initialement fait référence à la série NX comme étant des hybrid digital cameras (appareils numériques hybrides), citant la combinaison des caractéristiques des reflex numériques (DSLR) et des appareils compacts.
La monture a été conçue pour les capteurs d'image APS-C, avec un facteur de recadrage (en) de 1,54x. La stabilisation d'image optique est disponible sur certains objectifs, repérés par un marquage "OIS". La mise au point automatique sur les objectifs NX est gérée par un moteur électrique dédié installé dans l'objectif.
Les objectifs Samsung NX (avec quelques exceptions parmi les plus anciens) possèdent la i-Function (iFn), qui permet le contrôle de plusieurs réglages de l'appareil par un anneau et un bouton sur l'objectif. Les appareils NX5 et NX10 supportent l'iFn depuis les firmware 1.10 et 1.20 respectivement, tandis que tous les modèles suivants supportent l'iFn nativement.

## Comparaison à d'autres montures
| Monture                | Tirage mécanique, mm | Diamètre interne, mm | Taille d'image, mm |
| ---------------------- | -------------------- | -------------------- | ------------------ |
| Monture Samsung NX     | 25,5                 | 42                   | 23,5×15,7          |
| Monture Pentax KAF2    | 45,5                 | 44                   | 23,4×15,6          |
| Panasonic/Olympus μ4/3 | 19,25                | 38                   | 17,3×13            |
| Monture Sony E         | 18                   | 46,1                 | 35,9×24,0          |
| Monture Leica M        | 27,8                 | 44                   | 36,0×24,0          |
| Monture Fujifilm X     | 17,7                 | 44                   | 23,6×15,6          |
| Monture Canon EF-M     | 18                   | 47                   | 22,3×14,9          |